# Ройал Оук (станция метро)
«Ройал Оук» (англ. Royal Oak) — станция лондонского метрополитена в районе Уэстбурн-Грин округа Вестминстер. Станция расположена между станциями Уэстбурн-парк и Паддингтон. Несмотря на то, что движение поездов по линии Паддингтон — Хаммерсмит открылось 1 июня 1864 года, станция под таким названием приняла первых пассажиров только 30 октября 1871 года. Относится ко второй тарифной зоне.
Когда-то на станции Ройал Оук останавливались пригородные железнодорожные поезда (станция была первой по пути следования от Паддингтонского вокзала), следующие по линии Грейт Вестерн Мэйн Лайн (англ. Great Western Main Line) на Бристоль и Гринвич, однако, в начале 1990-х годов пригородные поезда перестали останавливаться на данной станции из экономических соображений. На сегодняшний день станция обслуживается только поездами метро линии Хаммерсмит-энд-Сити.
Считается, что название станции дал расположенный неподалёку паб с одноимённым названием.
Рядом со станцией проходит автомагистраль А40.

## Иллюстрации
- Станция «Ройал Оук»
- Вестибюль станции на эстакаде
- Западная часть платформы в направлении Паддингтона
- Платформа
- Рондель на платформе